# USS Herndon (DD-198)
«Герндон» (англ. USS Herndon (DD-198) — військовий корабель, ескадрений міноносець типу «Клемсон» військово-морських сил США, Королівського ВМФ Великої Британії, а також радянського ВМФ за часів Другої світової війни.

## Історія створення
«Герндон» був закладений 25 листопада 1918 року на верфі Newport News Shipbuilding & Dry Dock Company у Ньюпорт-Ньюсі, де 31 травня 1919 року корабель був спущений на воду. 14 вересня 1920 року він увійшов до складу ВМС США. 

## Історія служби

### У складі ВМС США
Корабель нетривалий час входив до складу сил, що діяли біля Східного узбережжя США і вже 6 червня 1922 року був виведений до резерву. 13 вересня 1930 року корабель передали Береговій охороні США, де він займався боротьбою з контрабандою алкоголю до США.

### У британському флоті
9 вересня 1940 року «Герндон» був списаний і переданий Великій Британії у Галіфаксі згідно з Угодою про есмінці для баз. Як «Черчилл», він служив флагманом 1-ї флотилії есмінців типу «Таун», супроводжуючи конвої у трансатлантичних переходах та патрулюючи біля західних підходів до Британських островів. Зокрема, він брав участь у пошуках німецького лінкора «Бісмарк» після того, як він потопив у Данській протоці лінійний крейсер «Худ». «Черчилл» був відвіданий його тезкою, прем'єр-міністром Вінстоном Черчиллем, коли він повертався додому з Атлантичної конференції з Президентом Франкліном Д. Рузвельтом у серпні 1941 року. «Черчилл» був призначений до ескортної групи B-7 Серединно-океанських сил супроводу для конвоїв HX 186 і ON 94. Він також входив до складу сил до та після вторгнення в операції «Смолоскип», вторгненні союзників у Північну Африку. Протягом зими 1942—1943 років «Черчилл» діяв у складі ескортної групи C-4 Серединно-океанських сил, супроводжуючи конвої SC 112, ON 158, HX 224, ON 177 і HX 235.

### У радянському флоті
16 липня 1944 року есмінець був переданий радянському ВМФ, де отримав назву «Деятельний». 16 січня 1945 року він був затоплений під час супроводу конвою від Кольської затоки до Білого моря в Карському морі за 40 морських миль (74 км) на схід від мису Теребірський, або був торпедований U-956, або загинув унаслідок випадкового вибуху власних глибинних бомб під час атаки підводного човна, із втратою 117 із 124 членів екіпажу. Семеро тих, хто вижив, повідомили про сильний вибух на кормі судна. Тих, хто вижив, врятував «Дерзкий».